# Die vergessliche Mörderin (2008)
Die vergessliche Mörderin (Originaltitel: Third Girl) ist eine Langfolge aus der elften Staffel der britischen Fernsehserie Agatha Christie’s Poirot aus dem Jahr 2008 von Dan Reed. Es handelt sich um die Verfilmung des gleichnamigen Romans von Agatha Christie aus dem Jahr 1966. Der Film wurde in London gedreht.

## Handlung
Ariadne Oliver ist eine berühmte Schriftstellerin und mit Hercule Poirot befreundet. Eines Tages taucht eine junge Frau bei Poirot auf, die angibt von Ariadne Oliver geschickt worden zu sein. Sie wolle einen Mord aufklären lassen, von dem sie nicht wisse, ob sie ihn selbst begangen habe. Dieser Umstand weckt Poirots Interesse, doch die Frau vertraut ihm nicht und verschwindet, ohne ihre Geschichte erzählt zu haben. Poirot besucht nun Ariadne Oliver, um Erkundigungen über diese merkwürdige Person einzuholen. Es stellt sich heraus, dass Oliver auf einer Feier ihrer Nachbarin war und so einige Details aus dem Leben der Familie kennt. Allerdings nicht genug, um Licht ins Dunkel bringen zu können. Offensichtlich sind die Familienverhältnisse zu verwickelt. Oliver und Poirot beschließen, der Sache auf den Grund zu gehen, nachdem sich herausstellt, dass in der Nacht tatsächlich ein Mord begangen wurde.

## Belege
1. ↑   Freigabebescheinigung für Die vergessliche Mörderin. Freiwillige Selbstkontrolle der Filmwirtschaft, Juni 2013 (PDF; Prüfnummer: 139 335 V).